# Фур'яничі
45°39′ пн. ш. 15°26′ сх. д. / 45.65° пн. ш. 15.43° сх. д.
Фур'яничі (хорв. Furjanići) — населений пункт у Хорватії, в Карловацькій жупанії у складі міста Озаль.

## Населення
Населення за даними перепису 2011 року становило 32 осіб.
Динаміка чисельності населення поселення: